# Két portré (Bartók)
A Két portré, vagy másik nevén Két arckép (Op. 5, Sz 37, BB 48b) Bartók Béla műve.  Első tétele megegyezik I. hegedűversenyének (Op. poszth., Sz 37, BB48a) első tételével.

## Felépítés
Két egyazon motívum más-más karakterre való alkalmazása nem új ötlet: Hector Berlioz és Liszt Ferenc már megtalálták az egyazon dallamban rejlő ellentétes tartalom kifejezésének nyitját, sőt, meg is tették, hogy ugyanazzal a melódiával jellemezték az ideálisat és a torzat. Valószínű, hogy Bartók Liszt Faust-szimfóniája példáján indult el a zenekarra és szólóhegedűre komponált Két portré megfogalmazásakor.

## Tételek – avagy a két arckép

### Ideális
Az Ideális kezdő dallamsora (d-fisz-a-cisz), mintegy kvázi névjegyként kíséri végig a zeneszerző egész életét.
A tétel hármas tagolása az ellentétek drámai összecsapására nyújt lehetőséget: a megoldást a harmadik szakaszban jelentkezik, ahol a zenekari szövet folyamatosan egyszerűsödik, emellett igen sok tiszta harmónia is erre utal.

### Torz
A torz arckép ugyanezt a dallamot fordított értelemmel tolmácsolja: a groteszk elemet éppúgy megtaláljuk benne, mint a démonit.
A hangszerelés ezt érzékelteti: az első tételben a szólohegedű ormálta szárnyaló dallamot; itt sok esetben az egész zenekar egyszerre szólal meg, emellett igen feszes ritmikával találkozhatunk.
Ez a tétel a zeneszerző zongorára írott Bagatelljeinek (op. 6) zárótétele volt, amely A szeretőm táncol (Ma Mie qui danse) címet viseli. Bartók valószínűleg az első portré bemutatója után, 1911 február-márciusában hangszerelte meg.

## Hangszerelés
Lásd 1. hegedűverseny (Bartók).

## Autográf anyagok
- I. tétel (= BB 48a I. tétele): Partitúra: ismeretlen kopista másolata Bartók javításaival (Bartók Péter magángyűjteménye: 16TFSID1); a másolat folytatását, azaz a II. tételt lásd BB 48a: Budapesti Bartók Archívum: 4131a)
- II. tétel (= BB 50, 14. bagatell hangszerelése): Autográf partitúra, a R 767 elsőkiadás (1911) metszőpéldánya (Bartók Péter magángyűjteménye: 16TFSID1)
- I–II. tétel: a Rozsnyai elsőkiadás egy példánya Bartók javításaival (ifj. Bartók Béla magángyűjteménye).